# 斯尼達夫卡
48°14′26″N 24°51′48″E / 48.24056°N 24.86333°E
斯尼達夫卡（烏克蘭語：Снідавка），是烏克蘭的村落，位於該國西部伊萬諾-弗蘭科夫斯克州，由科索夫區負責管轄，面積9.69平方公里，2001年人口929，人口密度每平方公里95.83人。